# Love Unlimited
Love Unlimited é uma canção pela cantora búlgara Sofi Marinova, que foi escolhida para representar a Bulgária no Festival Eurovisão da Canção 2012.

## Letra
A letra da canção são de Doni Vasileva, que surgiu com a idéia de usar as palavras "eu te amo" em vários idiomas. A mensagem da canção é a música, dor e amor (ter) não tem limites, linguagem, e de cor e são as mesmas para todos. Os versos são inteiramente em língua búlgara, mas os coros e o fim contêm dez versões da frase "eu te amo" em um total de doze idiomas:
1. Seviyorum seni — Turco
2. σ'αγαπάω πολύ /sagapao poli/ ("Eu te amo muito") — Grego
3. Yo te quiero a ti ("Eu te amo") — Espanhol
4. Volim te — Sérvio, Croata e Bósnio (ver Servo-Croata)
5. Теб обичам /teb obicham/ ("Eu te amo") — Búlgaro
6. But dehaftu mange — Romani
7. Voglio bene a te — Italiano
8. Mən səni sevirəm — Azeri (o idioma do país anfitrião do Festival Eurovisão da Canção 2012, Azerbaijão)
9. Je t’aime — Francês
10. I love you so much — palavras em Inglês, com que a música termina

Outras frases não- búlgaras do refrão são يا حبيبي / ya habibi / e mon chéri, respectivamente, "meu amado" em árabe e "minha querida" em francês.